# Johannes Döparens födelse
Johannes Döparens födelse är en oljemålning av den tyske renässanskonstnären Lucas Cranach den äldre och hans ateljé. Den målades 1518 och ingår i samlingarna på Skoklosters slott i Uppland. 
Den är signerad med Cranachs bevingade drake i nedre vänstra hörnet där även årtalet 1518 återfinns. Konstnären drev en stor ateljé och möjligen är detta ett verkstadsarbete. På baksidan finns en papperslapp med en anteckning från 1800-talet: "Johan Döpar: födelse målad av Lucas Cranach". Tavlan togs sannolikt som krigsbyte i det så kallade Münchenrovet 1632 av Carl Gustaf Wrangel – Skoklosters byggherre.   
Målningen skildrar hur den nyfödde Johannes Döparen badas av två kvinnor i förgrunden. I bakgrunden vilar hans mor Elisabet i en himmelssäng som fyller målningens hela bredd. Bakom Elisabet står två barnmorskor, den ena håller en tallrik, den andra en sked. Målningen har även benämnts Jungfru Marie födelse och skulle i så fall skildra Jungfru Maria och hennes mor Anna. 